# Асоціація скаутів Таджикистану
Асоціація скаутів Таджикистану (тадж. Иттиҳоди Скоутҳои Тоҷикистон) — національна скаутська організація Таджикистану, заснована у 1993 році. Організація є членом ВОСР з 1997 року. Станом на 2011 рік чисельність організації становить 511 людей

## Історія
Перші скаутські гуртки з'явились у Таджикистані у 1991 році. Засновниками були двоє молодиків — християнин та мусульманин, після участі у Конгресі Російської асоціації скаутів-навігаторів у Санкт-Петербурзі. Скаутинг у Таджикистані зазнав занепаду під час громадянської війни, яка спалахнула у травні 1992 року. На той час скаутські гуртки існували у Душанбе та Худжанді. Із закінченням війни у 1995 році, скаутинг поширювався у сільській місцевості через сільські школи. Скаутський гурток існував у в'язниці для неповнолітніх у Душанбе.
Асоціацію скаутів Таджикистану (АСТ) було офіційно зареєстровано у 1993 році. АСТ досі є єдиною активною неурядовою молодіжною громадською організацією в країні. АСТ діє за підтримки владних структур, органів ЮНЕСКО та міжнародних благодійних фондів. Вступити до АСТ може кожен в незалежності від етнічної чи релігійної приналежності.
Таджицькі скаути брали участь у різних міжнародних скаутських заходах, таких як Всевітнє скаутське Джемборі в Нідерландах у 1995 році та Джемборі у Чилі у 1998 році. Деякі скаут-лідери АСТ відвідували Францію, Росію та США.
Станом на 2004 рік кількість членів АСТ становила 1904 особи обох статей, у 15 містах та регіонів, у тому числі і у зонах конфліктів.

## Ідеологія
АСТ діє за скаутською методикою. Вона включає в себе Скаутський закон та Скаутську присягу.

## Діяльність
Таджицькі скаути беруть участь у міжнародних, загальнонаціональних та регіональних заходах. АСТ не має у власності постійних місць для таборування — табори проводяться у будь-якому підходящому місці.

## Структура
Вікові групи
- Каб-скаути — від 7 до 11 років;
- Скаути — від 12 до 15 років;
- Ровер-скаути — від 16 до 20 років;

Емблема таджицьких скаутів включає в себе лілею — символ всесвітнього скаутського руху, а також елементи національного гербу та національного прапора Таджикистану.